# Hermanas Wachowski
Lilly Wachowski (Chicago, Illinois; 21 de junio de 1965) y Lana Wachowski (Chicago, Illinois; 29 de diciembre de 1967), conocidas como las hermanas Wachowski, son dos directoras de cine, guionistas y productoras estadounidenses, creadoras de la saga Matrix. Ambas son mujeres transgénero.

## Biografía
Lana (antes Larry) Wachowski  y Lilly (antes Andy) Wachowski nacieron y fueron educadas en Chicago, comenzando con una carpintería mientras creaban cómics en su tiempo libre. Afirman decantarse por relatar historias múltiples, eludiendo todo aquello predecible y aburrido. Antes de transicionar, Lilly se graduó del Emerson College y contrajo matrimonio con Alisa Blasingame en 1991. Por su parte, Lana contrajo matrimonio en 1993 con Thea Bloom. Tras divorciarse en 2002, se casó en segundas nupcias con Karim Winslow en 2009.[cita requerida]

### Proceso de transición
Poco tiempo después del estreno de Matrix Reloaded, se rumoreó que Lana (entonces Larry) había empezado a hacer apariciones públicas vestida con expresión de género femenina. En una columna, publicada el 30 de mayo de 2003, David Poland decía que «toda la información de la que dispongo apunta a que Larry Wachowski está en proceso de transición de sexo. Se viste en público como una mujer, está tomando hormonas femeninas y, sí, se va a someter a una operación de reasignación de sexo». Este rumor se mantuvo gracias a un artículo del San Francisco Chronicle de marzo de 2006. El artículo, que se centraba en las personas transgénero, repetía que ella «ha cambiado de sexo y ahora vive como Lana Wachowski». El rumor también fue exacerbado por la supuesta afición de Lana a vestirse con expresión de género femenina, tal y como informaba la revista Rolling Stone.
Pese a todo, en una entrevista en 2007 a Joel Silver, productor de numerosas películas de las hermanas Wachowski, dijo que todos los rumores referentes al cambio de sexo de Larry eran «del todo falsos», aclarando que «simplemente no concede entrevistas, de modo que la gente se inventa cosas». Afirmaciones similares fueron realizadas por diversos trabajadores de la película Speed Racer (2008). Sin embargo, en una conferencia de prensa otorgada en el mes de septiembre de 2012 en el Festival Internacional de Cine de Toronto para el estreno mundial de Cloud Atlas, Lana dio a conocer públicamente su cambio de sexo; dijo: «Sentí cierta responsabilidad por la gente LGBT, y algunas personas me han pedido que sea más pública. Sabía que un día tendría que ser más pública y tuvimos que negociar cuándo ocurriría esto. Con esta película, que habla sobre cómo trascender nuestro miedo y los límites del 'otro' de tantas maneras, parecía bastante natural hacerlo ahora», concluyó.
Posteriormente, el 8 de marzo de 2016, Lilly Wachowski (entonces Andy Wachowski), en entrevista con el periódico LGBT Windy City Times, de Chicago, se presentó por su nuevo nombre (Lilly) y aseguró que también se identificaba como una mujer transgénero.[cita requerida]

## Obras

### Filmografía
| Año  | Película                  | Directoras | Guionistas | Productoras | Productoras ejecutivas | Notas |
| ---- | ------------------------- | ---------- | ---------- | ----------- | ---------------------- | --- |
| 1995 | Assassins                 |            | Sí         |             |                        | Su guion fue "totalmente reescrito" por el guionista Brian Helgeland. Trataron de eliminar sus nombres de la película infructuosamente.                                                    |
| 1996 | Bound                     | Sí         | Sí         |             | Sí                     | |
| 1999 | The Matrix                | Sí         | Sí         |             | Sí                     | |
| 2001 | Nate The Animals          |            | Sí         | Sí          |                        | |
| 2001 | Shaolin Destiny's         |            | Sí         | Sí          |                        | |
| 2003 | The Animatrix             |            | Sí         | Sí          |                        | Directamente para vídeo Créditos de guion por "Final Flight of the Osiris"; créditos de la historia por "The Second Renaissance Part I", "The Second Renaissance Part II" y "Kid's Story". |
| 2003 | The Matrix Reloaded       | Sí         | Sí         |             | Sí                     | |
| 2003 | The Matrix Revolutions    | Sí         | Sí         |             | Sí                     | |
| 2006 | V for Vendetta            |            | Sí         | Sí          |                        | También el trabajo de dirección de segunda unidad. |
| 2007 | The Invasion              |            |            |             |                        | Escribieron escenas de acción adicionales. |
| 2008 | Speed Racer               | Sí         | Sí         | Sí          |                        | |
| 2009 | Ninja Assassin            |            |            | Sí          |                        | |
| 2012 | Cloud Atlas               | Sí         | Sí         | Sí          |                        | Codirigido con Tom Tykwer. |
| 2015 | Jupiter Ascending         | Sí         | Sí         | Sí          |                        | |
| 2021 | The Matrix: Resurrections | Sí         | Sí         | Sí          |                        | En esta ocasión solo involucrada Lana Wachowski. Tras diversos reajustes debido a la pandemia de coronavirus, la fecha de estreno se fijó para el 22 de diciembre de 2021.                 |

## Crítica
| Película                 | Rotten Tomatoes |
| ------------------------ | --------------- |
| Bound                    | 89%             |
| The Matrix               | 87%             |
| The Matrix Reloaded      | 73%             |
| The Matrix Revolutions   | 36%             |
| Speed Racer              | 39%             |
| Cloud Atlas              | 66%             |
| Jupiter Ascending        | 26%             |
| The Matrix Resurrections | 62%             |

### Series
| Año  | Series | Descripción |
| ---- | ------ | --- |
| 2015 | Sense8 | Serie de ciencia ficción creada, editada, producida y dirigida por las Wachowski para Netflix. La primera temporada se estrenó el 5 de junio de 2015 y consta de 12 episodios. Sense8 relata la historia de 8 personajes (Will, Riley, Capheus, Sun, Lito, Kala, Wolfgang y Nomi) que se unen a nivel emocional siendo capaces de comunicarse pese a ser de diferentes nacionalidades y tener diferentes lenguas maternas. La primera temporada presenta a los personajes, su contexto y la base de la historia: intentar descubrir el porqué de tal conexión entre los ocho.                                                  |
| 2017 | Sense8 | La segunda temporada se estrenó el 23 de diciembre de 2016, en un especial navideño de 2 horas. El resto de la temporada se subió a Netflix el 5 de mayo de 2017. Las Wachowski son responsables de la mayor parte de la dirección de la serie, y el resto lo manejan diversas personas que ya antes han colaborado con ellas, incluyendo al codirector de Cloud Atlas, Tom Tykwer. La trama gira alrededor de ocho desconocidos de diferentes partes del mundo que, de repente, se conectan mental y emocionalmente. La serie explora temas como la política, la identidad, la sexualidad, la identidad sexual y la religión. |

### Videojuegos
| Videojuego              | Descripción |
| ----------------------- | --- |
| Enter the Matrix        | Basado en un guion de 244 páginas realizado por las hermanas Wachowski, el juego cuenta la historia de Niobe y Ghost, personajes clave en la saga de Matrix. La historia sigue las hechos de manera paralela de The Matrix Reloaded y The Matrix Revolutions desde un trasfondo más oscuro y una filosofía alternativa. Además, el juego presenta un extra audiovisual de secuencias de acción en vivo dirigidas por ellas, y su colaboración con el personal de la partida para la creación de otra hora de in- motor cinemáticas. |
| The Matrix Online       | Las hermanas Wachowski junto con Paul Chadwick como guionista del juego, crearon un juego en línea donde las personajes estaban dentro del mundo de Matrix. El jugador asume el papel de un ser humano que antes estaba atrapado dentro de la Matrix y desde entonces ha sido liberado y se le muestra la verdad de la prisión de la humanidad. Al crear un nuevo personaje, el jugador tiene la opción de tomar una píldora azul que lo devolverá a su vida anterior (salir del juego) o una píldora de color rojo, lo que liberará su mente de Matrix y permitirles tomar su propio cuerpo. El título fue dado de baja el 31 de julio de 2009, después de cuatro años de existencia. |
| The Matrix: Path of Neo | En colaboración con Zach Staenberg, las Wachowski escribieron un guion para el juego inspirado en toda la saga de las películas de Matrix, un nuevo juego con una trama más extendida desde el punto de vista de Neo. Muchas partes del juego en si muestran nuevas localizaciones y encuentros. Originalmente eran ideas que se desecharon del contenido de las películas, junto con la creación de un nuevo final para esta adaptación de la saga Matrix. |